# Christian IV Gletscher
Christian IV Gletscher är en glaciär i Grönland (Kungariket Danmark).   Den ligger i kommunen Sermersooq, i den sydöstra delen av Grönland, 1 000 km nordost om huvudstaden Nuuk. Christian IV Gletscher ligger 1 835 meter över havet.
Terrängen runt Christian IV Gletscher är huvudsakligen platt, men västerut är den kuperad. Christian IV Gletscher ligger uppe på en höjd.  Trakten runt Christian IV Gletscher är nära nog obefolkad, med mindre än två invånare per kvadratkilometer. Det finns inga samhällen i närheten. Trakten runt Christian IV Gletscher är permanent täckt av is och snö.